# دیوید پرافت
دیوید پرافِت (انگلیسی: David Prophet؛ زادهٔ ۹ اکتبر ۱۹۳۷، درگذشتهٔ ۲۹ مارس ۱۹۸۱ در سیلورستون، نورث‌همپتون‌شر) رانندهٔ مسابقات اتومبیل‌رانی فرمول یک اهل بریتانیا بود که در فصل ۱۹۶۳، و دوباره در فصل ۱۹۶۵ در مجموع در دو گراند پری شرکت کرد، اما موفق به کسب هیچ امتیازی نشد.
پرافت در ۲۹ مارس ۱۹۸۱ بر اثر حادثهٔ سقوط هلیکوپتر در پیست سیلورستون واقع در سیلورستون، نورث‌همپتون‌شر درگذشت.